# Stockelsdorf
Stockelsdorf è un comune di 17 079 abitanti dello Schleswig-Holstein, in Germania.
Appartiene al circondario dell'Holstein Orientale (targa OH) ed è indipendente delle comunità amministrative (Amt).